# Джордж Берлі
Джордж Берлі (англ. George Burley, нар. 3 червня 1956, Східний Ершир) — шотландський футболіст, захисник. По завершенні ігрової кар'єри — футбольний тренер.
Як гравець насамперед відомий виступами за клуб «Іпсвіч Таун», а також національну збірну Шотландії.
Володар Кубка Англії. Володар Кубка УЄФА.

## Клубна кар'єра
У дорослому футболі дебютував 1973 року виступами за команду клубу «Іпсвіч Таун», в якій провів дванадцять сезонів, взявши участь у 394 матчах чемпіонату. Більшість часу, проведеного у складі «Іпсвіч Тауна», був основним гравцем захисту команди. За цей час виборов титул володаря Кубка Англії, ставав володарем Кубка УЄФА.
Згодом з 1985 по 1994 рік грав у складі команд клубів «Сандерленд», «Джиллінгем», «Мотервелл», «Ейр Юнайтед», «Фолкерк» та «Мотервелл».
Завершив професійну ігрову кар'єру у клубі нижчої ліги «Колчестер Юнайтед», за команду якого виступав у 1994 році.

## Виступи за збірну
У 1979 році дебютував в офіційних матчах у складі національної збірної Шотландії. Протягом кар'єри у національній команді, яка тривала 4 роки, провів у формі головної команди країни 11 матчів. Був учасником чемпіонату світу 1982 року.

## Кар'єра тренера
Розпочав тренерську кар'єру, ще продовжуючи грати на полі, 1991 року, очоливши тренерський штаб клубу «Ейр Юнайтед».
Надалі очолював команди клубів «Колчестер Юнайтед», «Іпсвіч Таун», «Дербі Каунті», «Хартс», «Саутгемптон» та національну збірну Шотландії.
Наразі останнім місцем тренерської роботи Берлі був клуб «Крістал Пелес», тренерський штаб якої він очолював протягом 2010—2011 років.

## Титули та досягнення
- Володар Кубка Англії (1):

«Іпсвіч Таун»: 1977-78
- Володар Кубка УЄФА (1):

«Іпсвіч Таун»: 1980-81